# Anna Paquin
Anna Helene Paquin (Winnipeg, Canada, 24 juli 1982) is een Nieuw-Zeelandse actrice en voormalig kindster. Ze won op elfjarige leeftijd een Academy Award voor haar rol in de film The Piano. Daarmee werd ze de op een na jongste Oscarwinnaar ooit.
Paquin bleef actief in filmrollen en won in 2009 opnieuw een prestigieuze prijs, een Golden Globe voor haar prestatie in de televisieserie True Blood. Ze werd eerder al twee keer voor het beeldje genomineerd, voor The Piano en voor Bury My Heart at Wounded Knee (2007). Paquin kreeg voor haar rol in laatstgenoemde titel een Emmy Award-nominatie.
Paquins ouders waren beide onderwijzer. Hoewel Paquin in Canada werd geboren, verhuisde het gezin in 1986 naar Nieuw-Zeeland, waar haar moeder vandaan komt. Haar oudere broer Andrew werkt als filmproducent en droeg in die hoedanigheid bij aan Blue State (2007), waarin zij speelde.
In april 2010 maakte ze bekend biseksueel te zijn. Anna Paquin trouwde op 21 augustus 2010 met haar True Blood-collega Stephen Moyer in Malibu (Californië), na een relatie van meer dan twee jaar. Ze hebben samen een dochter en een zoon, een tweeling.